# Статхеле
Ста̀тхеле (на норвежки: Stathelle) е град в Южна Норвегия. Разположен е на южния бряг на фиорда Лангесунсфьор в община Бамбле на фюлке Телемарк. Има малко пристанище. Население около 8000 жители.